# Certificato di destinazione urbanistica
Il Certificato di Destinazione Urbanistica (spesso chiamato semplicemente C.D.U.) è il documento rilasciato dalla pubblica amministrazione (tipicamente gli Uffici Tecnici Comunali) che contiene le indicazioni urbanistiche che riguardano gli immobili, più precisamente il fabbricato o il terreno interessato dal certificato.
Le indicazioni urbanistiche riportate in esso vengono estrapolate dal Piano Urbanistico Comunale. Altre informazioni, attinenti aspetti sovracomunali, possono essere estrapolate dalle carte tecniche regionali.
Il C.D.U. indica i dati del fabbricato o del terreno (Foglio e Particella catastale), la zona urbanistica (es. se in zona residenziale o agricola), parametri urbanistici come l'indice di fabbricabilità, l'altezza consentita, le distanze da rispettare da strade, confini e fabbricati, il numero massimo di piani (se possibile edificare), i vincoli a cui è sottoposto (ambientale, forestale, paesaggistico, archeologico, culturale, idrogeologico, ecc) o se è soggetto a particolari limitazioni o servitù (cimiteriale, stradale, elettrodotto, metanodotto, rete irrigua, ecc.). 
Può contenere inoltre, la percentuale di asservimento volumetrico subito dal terreno, ossia la misura in cui il terreno è stato "svuotato" della sua capacità edificatoria a favore di altri terreni.
Tale certificato è a titolo oneroso; inoltre è un documento ufficiale utilizzato nella maggior parte dei casi nelle compravendite immobiliari e nei contratti preliminari di compravendita di fabbricati e di terreni in quanto, come detto sopra, rappresenta una sorta di "Libretto di istruzioni", perché ne indica le zone di piano in cui ricade e da quelle indicazioni, con l'ausilio dei piani urbanistici, ne descrive le possibilità edilizie sull'immobile. Questo certificato è una garanzia per l'acquirente, che può verificare le possibilità di intervento sull'immobile.
Qualunque atto notarile avente a oggetto trasferimento di terreno, chiede obbligatoriamente (pena nullità dell'atto stesso) l'allegazione del CDU contenente le prescrizioni urbanistiche ed edilizie. Se il trasferimento immobiliare riguarda un terreno di pertinenza ad un fabbricato inferiore a 5000 metri quadrati, non è obbligatoria l'allegazione all'atto notarile.

## Riferimenti normativi
Nella normativa vigente, il certificato di destinazione urbanistica è definito, nei suoi contenuti essenziali e generici e nel suo uso, validità e durata, all'articolo 30 del Testo unico dell'edilizia (DPR 6 giugno 2001, n. 380). In particolare esso contiene "le prescrizioni urbanistiche riguardanti l'area interessata". L'articolo 30 del sopracitato testo unico specifica anche la nullità degli atti tra vivi riguardanti compravendita di terreni qualora non sia allegato il relativo certificato di destinazione urbanistica:
"Gli atti tra vivi, sia in forma pubblica sia in forma privata, aventi ad oggetto trasferimento o costituzione o scioglimento della comunione di diritti reali relativi a terreni sono nulli e non possono essere stipulati ne' trascritti nei pubblici registri immobiliari ove agli atti stessi non sia allegato il certificato di destinazione urbanistica contenente le prescrizioni urbanistiche riguardanti l'area interessata. Le disposizioni di cui al presente comma non si applicano quando i terreni costituiscano pertinenze di edifici censiti nel nuovo catasto edilizio urbano, purché la superficie complessiva dell'area di pertinenza medesima sia inferiore a 5.000 metri quadrati".
Lo stesso articolo 30 specifica ulteriori requisiti ed eccezioni. Per quanto riguarda la durata del certificato, lo stesso articolo 30 specifica che "esso conserva validità per un anno dalla data di rilascio se, per dichiarazione dell'alienante o di uno dei condividenti, non siano intervenute modificazioni degli strumenti urbanistici".

### La vendita forzata
L'uso del certificato di destinazione urbanistica per gli atti riguardanti vendita forzata è normato dall'articolo 591-bis del Codice di procedura civile e dalla Legge 3 agosto 1998, n. 302.

### Dichiarazione di successione
Nella dichiarazione di successione (da presentare all'Agenzia delle entrate), il certificato di destinazione urbanistica è stato sostituito dalla dichiarazione sostitutiva di atto notorio, in seguito alla cosiddetta "decertificazione". Ciò non toglie che il certificato di destinazione urbanistica venga richiesto "per uso successione" con l'esenzione dei tributi, principalmente al fine di ricevere le informazioni che poi andranno inserite nella dichiarazione sostitutiva.